# Billy Vera
Billy Vera & the Beaters (Riverside, Californië 28 mei 1944 als William Patrick McCord) begonnen in 1979 met het maken van muziek, kort nadat Billy Vera liedjes begon te schrijven voor Warner Brothers.
Hierbij hervond hij de samenwerking met zijn oude vriend Chuck Fiore, wat het uitgangspunt was om een eigen bandje te starten. Na een aantal sessies in lokale clubs, werd de band gevraagd om elke maandagnacht in de beroemde tent Troubadour in West Hollywood op te treden. De band neemt uiteindelijk een album op, maar een tweede album wordt uiteindelijk niet uitgebracht.
Het eerste soloalbum van Billy Vera was ook geen succes omdat platenmaatschappij Alfa op het randje van de afgrond balanceerde. De band speelt vervolgens in Southern California waar hun geluid wordt opgepikt door een televisieproducer. Deze wil het nummer At This Moment gebruiken voor de comedyserie Family Ties. Mede hierdoor wordt het nummer een grote hit en zelfs een Alarmschijf.
Behalve voor deze televisieserie maakte de band ook muziek voor een aantal films, zoals Blind Date van Blake Edwards met Bruce Willis en Kim Basinger. Het enorme succes van de single zorgt voor diverse televisieoptredens. Billy krijgt een rol in de televisieserie Wise Guy waarin hij ook enkele nummers ten gehore brengt.
Billy Vera zong in 1967 ook een duet met de zwarte zangeres Judy Clay: 'Storybook Children', een lied dat hij schreef samen met Chip Taylor. Het was het allereerst interraciaal duet.
- Biblioteca Nacional de España: XX1735948
- Gemeinsame Normdatei: 134581857
- International Standard Name Identifier: 0000 0000 6639 9481
- Library of Congress Control Number: n92019367
- MusicBrainz: b64512f0-7027-4f7a-b684-bedf6971288a
- Nationale Bibliotheek van Israël: 987007334976905171
- Virtual International Authority File: 87514084
- WorldCat: E39PBJrrwX8TxqGQXjvmhBk7HC